# Krisma
Krisma (voorheen Chrisma) was een Italiaanse newwaveband, die vooral bekend stond om zijn experimentele muziek.

## Geschiedenis
De band ofwel duo werd opgericht in Milaan 1976 als Chrisma door de Italiaan Maurizio Arcieri en de Zwitserse Christina Moser. De naam was afgeleid van de beginletters van hun voornamen. Een jaar later verhuisde het duo naar Londen met het opnemen van hun eerste album Chinese Restaurant door de producer Nico Papathanassiou, de broer van Vangelis. In 1979 nam de producer ook het tweede album op, Hibernation.
In 1980 werd de naam Chrisma gewijzigd in Krisma en namen ze hun derde album op, Cathode Mamma met Hans Zimmer op de synthesizer. In 1986 verhuisde Krisma voor een korte tijd naar New York. Daarna was het duo vaak in Italië werkzaam.
In de jaren negentig werkte ze ook als freelance voor de Italiaanse staatsomroep en in 2000 lanceerde ze Krisma TV, een satelliet kanaal. Krisma zong ook voor Vangelis het nummer "Suffocation" op het album See You Later uit 1980. 
Arcieri overleed op 72-jarige leeftijd, na een langdurige ziekte op 29 januari 2015 in een ziekenhuis in Varese. Moser overleed op 70-jarige leeftijd, na een langdurige ziekte op 13 oktober 2022 in Lugano.

## Discografie

### Albums
- 1977: Chinese Restaurant (als Chrisma)
- 1979: Hibernation (als Chrisma)
- 1980: Cathode Mamma
- 1982: Clandestine Anticipation
- 1982: Chrisma (als Chrisma, verzamelabum)
- 1983: Nothing To Do With The Dog (Franton Records) en als Fido (Atlantic)
- 1986: Iceberg
- 1989: Non Ho Denaro
- 2001: The Best (verzamelalbum)
- 2003: S.H.A.D.O. Electro (verzamelalbum)
- 2011: Chybernation (tribute)

### Singles
- 1976: Amore (als Chrisma)
- 1977: U (als Chrisma)
- 1977: Lola (als Chrisma)
- 1977: C-Rock (als Chrisma)
- 1979: Gott Gott Electron (als Chrisma)
- 1979: Aurora B. (als Chrisma)
- 1980: Many Kisses
- 1980: Cathode Mamma
- 1982: Water
- 1983: Nothing To Do With The Dog
- 1985: Be Bop
- 1986: Iceberg
- 1987: Signorina
- 2001: Kara